# Wolfgang Köhler (Pianist)
Wolfgang Köhler (* 15. Oktober 1960 in Hofgeismar) ist ein deutscher Professor für Jazz und Jazz-Pianist.

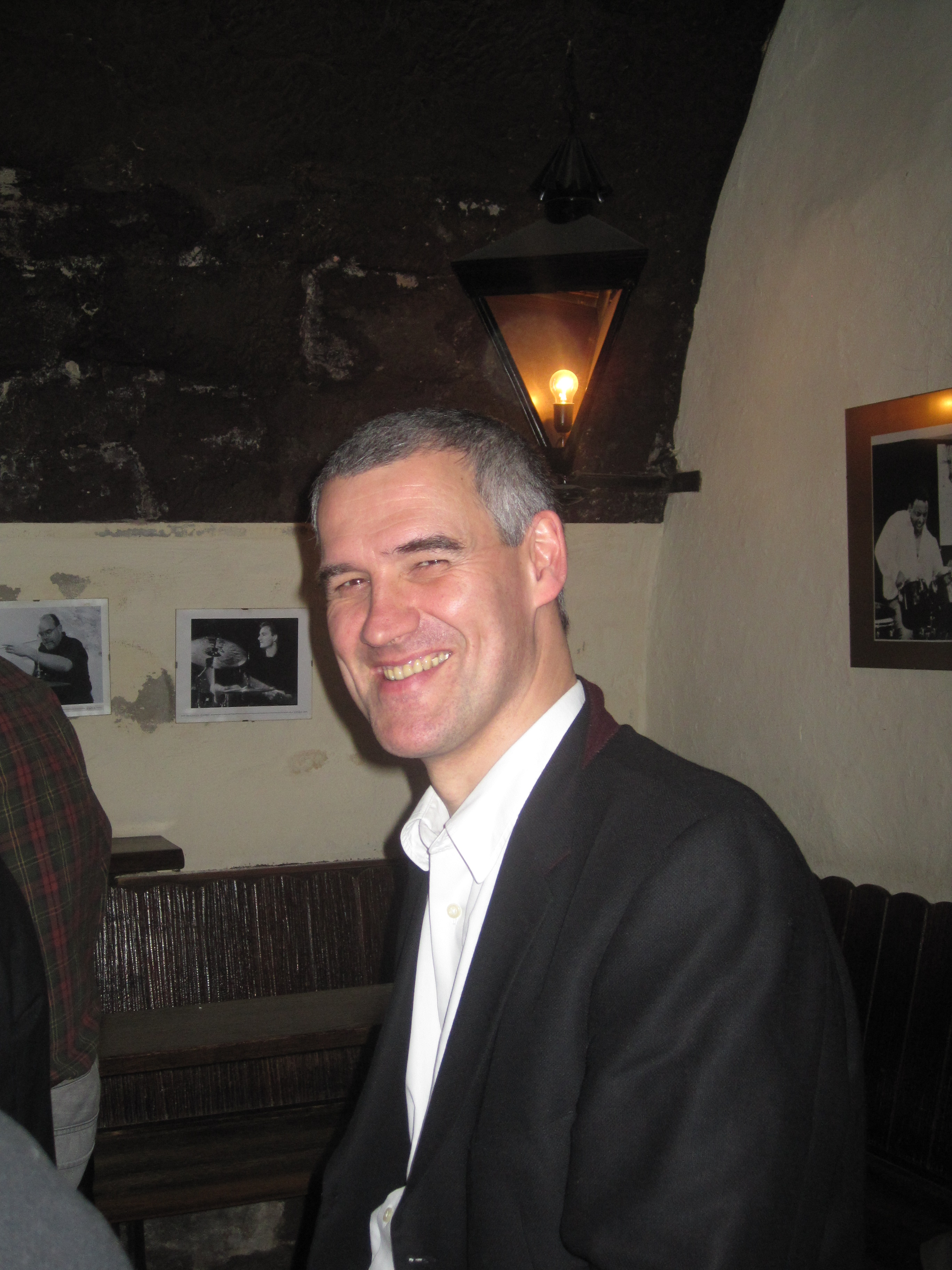
Wolfgang Köhler 2010

## Karriere
Als Pianospieler der Gruppe „Just Friends“ unternahm Köhler mehrere Tourneen von 1978 bis 1991 durch die deutschsprachigen Länder. Ab 1980 studierte er an der Hochschule der Künste in Berlin bei Walter Norris und anderen. 
Seither spielte er mit zahlreichen bekannten Künstlern wie Jiggs Whigham, Randy Brecker, Herb Geller, Benny Bailey, Gitte Hænning, Nigel Kennedy, John Marshall und Ack van Rooyen. Von 1982 bis 1986 war er Mitglied des RIAS Tanzorchesters und später auch Pianist in einigen Talkshows. Immer wieder wird er als Solist des Nachfolgeorchesters RIAS Big Band zu Produktionen eingeladen.
Wolfgang Köhler komponierte zwei Theaterrevuen (in Zusammenarbeit mit dem Bühnenautor Gerhard Haase-Hindenberg) und mehrere Filmmusiken, darunter für die ZDF-Kinderserie „Karfunkel“. 
Seit 1999 ist er Professor für Jazzklavier an der Hochschule für Musik Hanns Eisler in Berlin.
Mit Tahsin İncirci spielt er seit 2005 neben seiner beruflichen Tätigkeit im „Duo Divan“. Als Bandleader ist er seit 2000 mit dem „Allan Praskin Wolfgang Köhler Quartett“ unterwegs.

## Werke (Auswahl)
- Just Friends Just Jazz, Mannheim 1979
- Red Onions New Orleans Jazzband Mad Dog, Stomp Off Rec. 1984
- Mark Nightingale + RIAS Big Band Destiny, Mons Records 1996
- Ralf Rothkegel Quartett Songs from My Heart 1996
- RIAS Big Band presents Helmut Brandt, BIT 1997
- Wolfgang Köhler Quintett Faces A Records 1998
- Benny Bailey Quartett Firm Roots 1998
- Max Greger und die RIAS Big Band Swingtime 1999 Polydor
- Max Greger und die RIAS Big Band Big Band Hits 2000 Polydor
- RIAS Big Band German Folk Songs ... Our Way Mons Rec. 2000
- RIAS Big Band Weill arr. von Jörg Achim Keller Mons Rec. 2001
- Around Jazz (mit Allan Praskin, Christian Ramond und Felix Astor 2001)
- Songs (and Stories) (mit Ralf Rothkegel, Robert Doehring, Kay Bussenius), ernstblau, 2005
- Jiggs Whigham - Wolfgang Köhler Duo Two - Too Summit Records, 2006
- Martin Kern Quartet: Visions, yvp music, 2007
- Marianne Rosenberg: I´m a Woman (mus. Leitung und Arr.: W.Köhler), Alive Rec., 2008
- Herb Geller – Wolfgang Köhler: Moon Mist, Phonector, 2009